# Nahořany (Čestice)
Nahořany jsou vesnice, část městyse Čestice v okrese Strakonice v Jihočeském kraji. Nachází se asi 3,5 kilometru jihovýchodně od Čestic. Je zde evidováno 55 adres. V roce 2011 zde trvale žilo sedmdesát obyvatel.
Nahořany leží v katastrálním území Nahořany u Čkyně o rozloze 3,75 km². Zástavba vsi je od roku 1995 chráněna jako vesnická památková rezervace.

## Historie
První písemná zmínka o vesnici pochází z roku 1315. Ves patřila pod panství Lčovické. Berní rula roku 1654 uvádí ve vsi 8 selských gruntů Víta Vojtu, Šimona Maršálka, Ondřeje Koubu, Brože Peleška, Martina Beránka, Bartoloměje Hanzala, Ondřeje Líbáčka a nově osedlého Adama Valíka. Chalupy byly 4 Pavla Severáka, pusté Kadeřovská a Markovská a jedna zahrada Víta Koželuha.

## Obyvatelstvo
| Rok            | 1869 | 1880 | 1890 | 1900 | 1910 | 1921 | 1930 | 1950 | 1961 | 1970 | 1980 | 1991 | 2001 | 2011 | 2021 |
| -------------- | ---- | ---- | ---- | ---- | ---- | ---- | ---- | ---- | ---- | ---- | ---- | ---- | ---- | ---- | ---- |
| Počet obyvatel | 268  | 250  | 237  | 261  | 274  | 263  | 219  | 177  | 153  | 146  | 111  | 85   | 75   | 70   | 90   |
| Počet domů     | 39   | 42   | 43   | 45   | 46   | 46   | 45   | 53   | 69   | 43   | 36   | 46   | 51   | 53   | 57   |

## Obecní správa
Při sčítání lidu v letech 1850–1975 Nahořany byly samostatnou obcí, se kterým patřily nejprve do okresu Strakonice, ale v roce 1950 v okrese Vimperk a od roku 1960 opět v okrese Strakonice. Od 1. července 1975 jsou částí městyse Čestice v okrese Strakonice. V letech 1850–1929 k obci patřily Horosedly, v letech 1850–1975 Krušlov a od roku 1964 do 30. června 1975 také Vacovice.

## Pamětihodnosti
- Kaple svatého Cyrila a Metoděje, na návsi
- Výklenková kaplička, směrem ke Krušlovu
- Usedlost čp. 1
- Usedlost čp. 13
- Usedlost čp. 15
- Usedlost čp. 16
- Usedlost čp. 17

## Zajímavosti
Na návsi se natáčely filmy Trhák (film) (1980) a Princezna ze mlejna (1994).

## Galerie

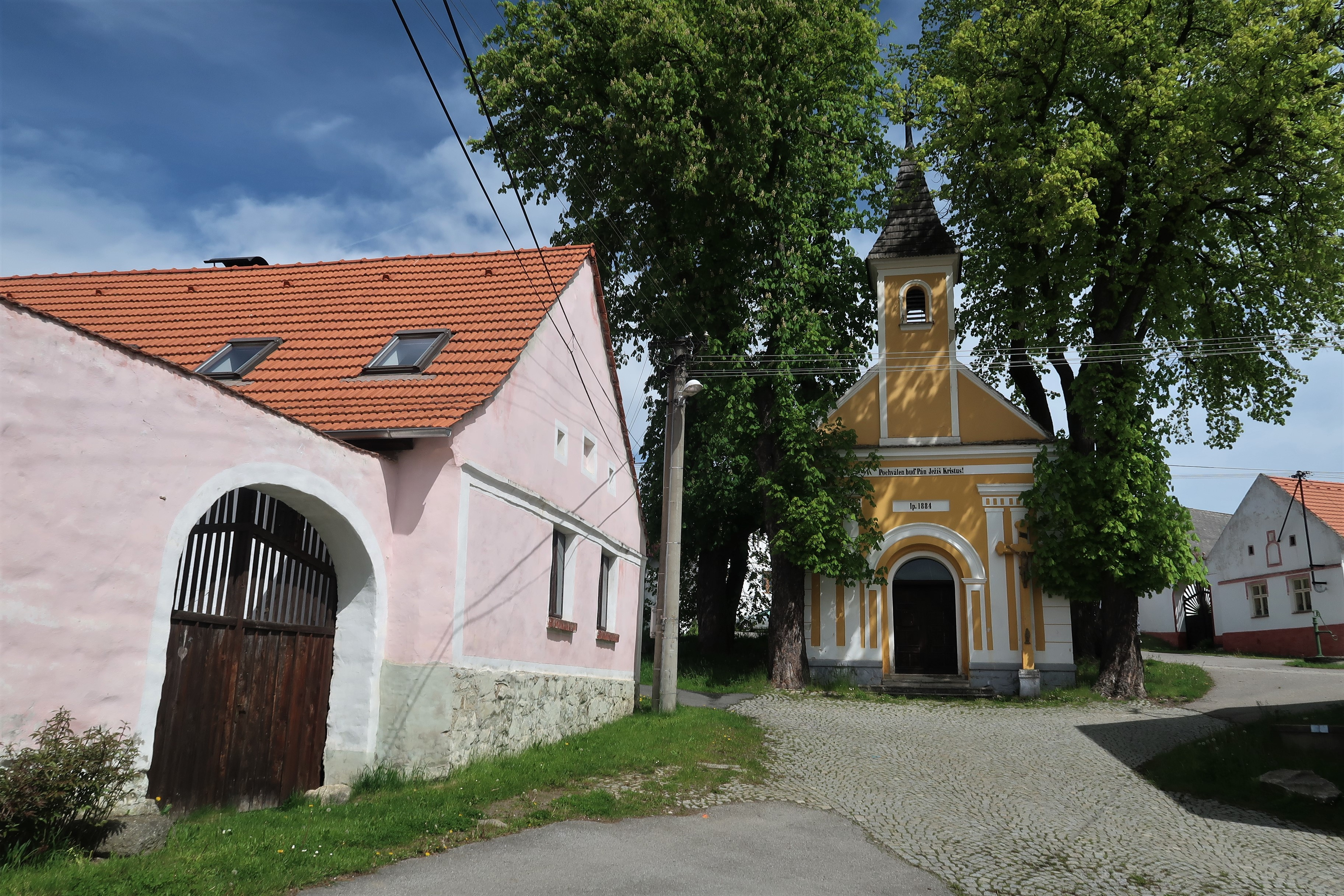
Dolní část návsi s kaplí svatého Cyrila a Metoděje
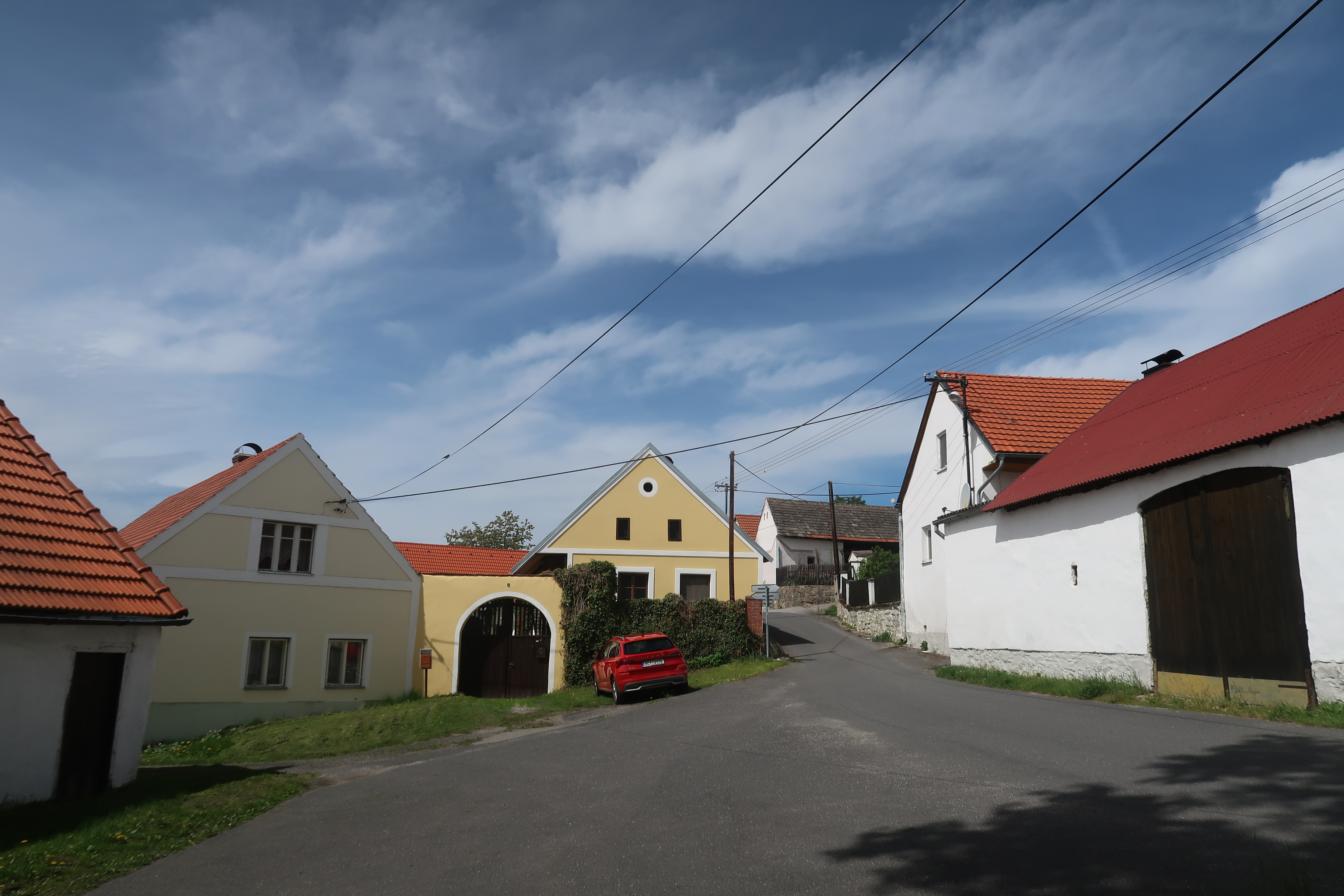
Západní část návsi
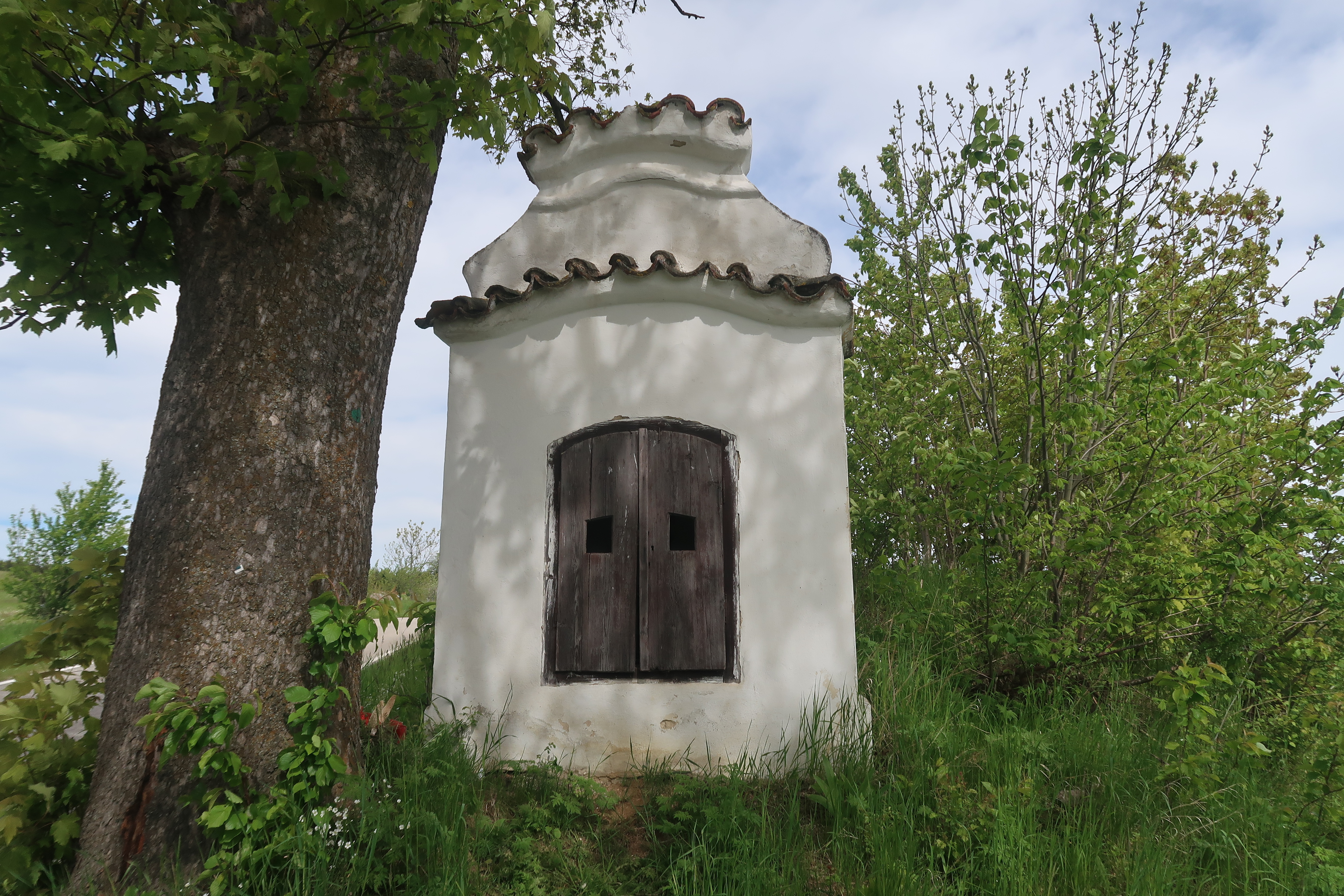
Výklenková kaplička nad obcí cestou z Krušlova
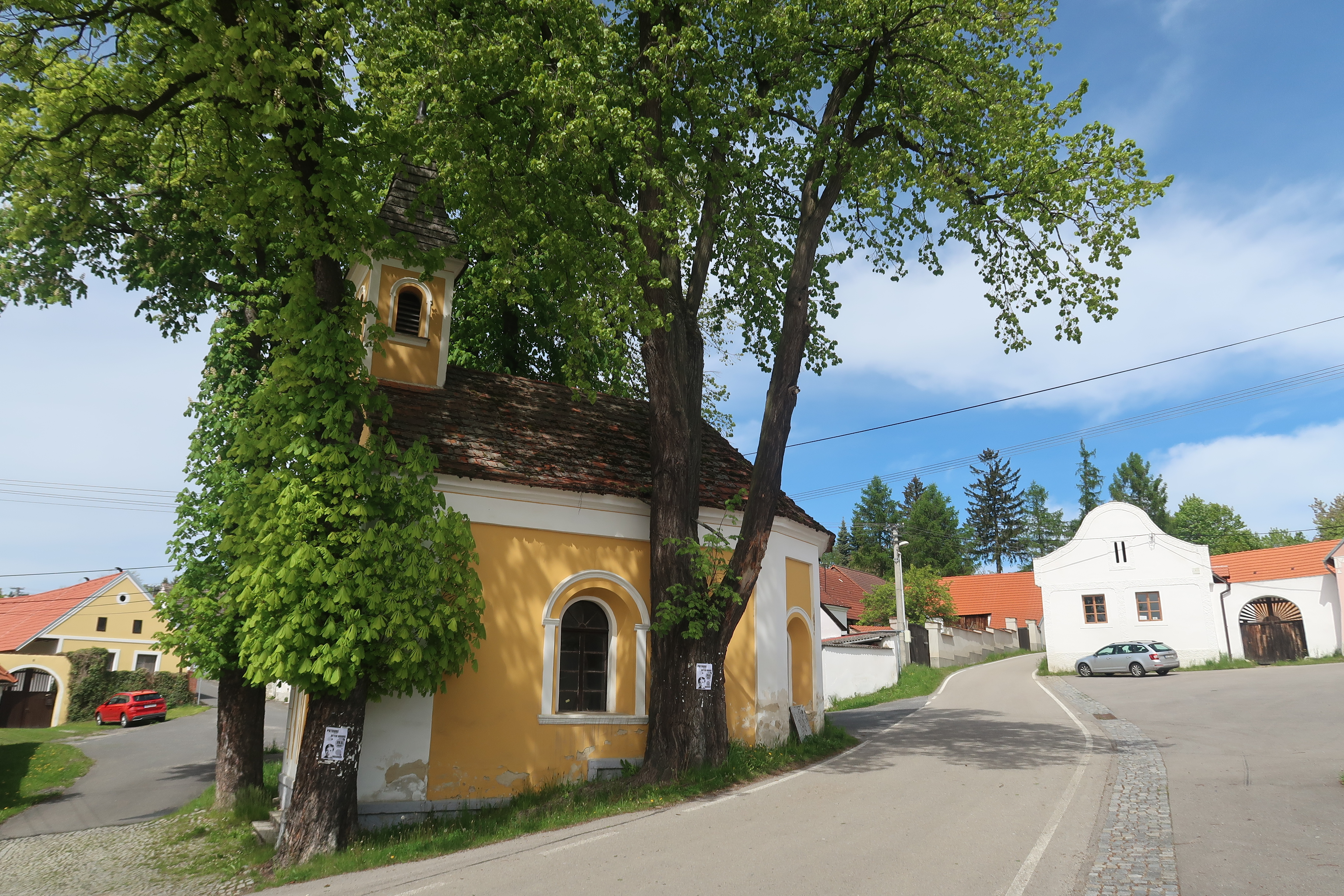
Kaple svatého Cyrila a Metoděje na návsi
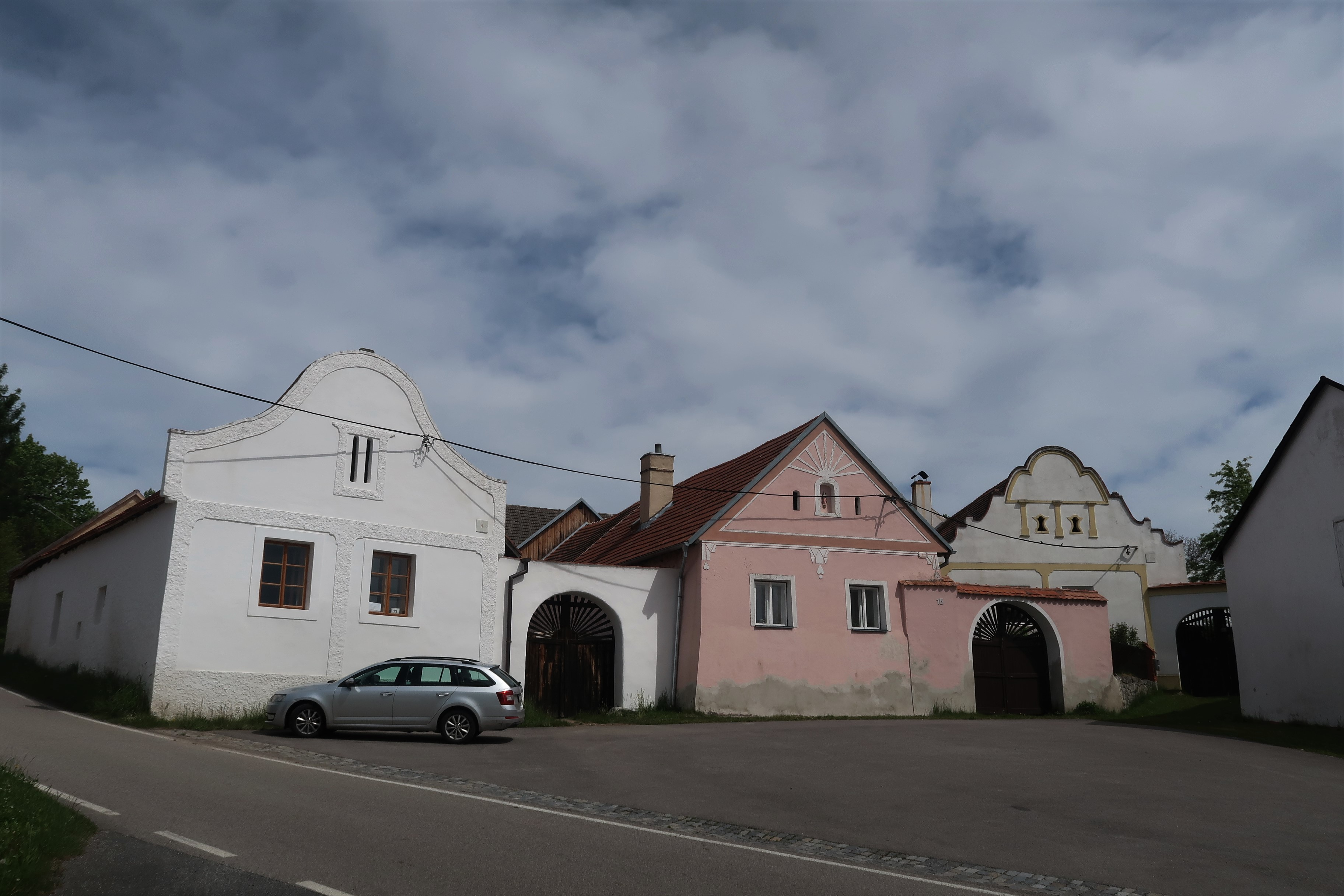
Horní část návsi s usedlostmi č.p. 13 a 15